# Administratieve coup in Suriname
Er vond een administratieve coup in Suriname plaats tijdens het militaire regime (1980-1987; 1990). Deze voltrok zich op 13 augustus 1980 en bracht Desi Bouterse in het centrum van de macht.

## Sergeantencoup en landsbestuur
Op 25 februari 1980 voerden zestien sergeanten een machtsgreep uit, ook wel de Sergeantencoup genoemd, en vestigden vervolgens een militair regime in Suriname. Vrij snel daarna werd de Nationale Militaire Raad (NMR) geïnstalleerd onder voorzitterschap van Badrissein Sital.
Op de verkregen machtspositie bleken de militairen niet berekend. Al in hun tweede communiqué brachten ze naar buiten dat ze een burgerraad wilden installeren. In plaats van staatsgreep werd al snel gesproken over ingreep. Bestuursrechtelijk dekte deze term de lading omdat de grondwet nog van kracht was en de nog ambterende president Johan Ferrier de burgerraad op 15 maart 1980 installeerde. Ferrier weigerde overigens de ongrondwettelijke term burgerraad te gebruiken en sprak van een interim-kabinet. Dit stond onder leiding van premier Henk Chin A Sen.
De president, de premier en de formateur (Eddy Bruma van de PNR) streefden ernaar de regering in het politieke machtscentrum te plaatsen en de NMR buiten spel te zetten, door er nadruk op te leggen dat de regering weer in burgerhanden was beland. Volgens Sital lagen echter alleen de bestuurlijke handelingen bij de burgerraad en moest de regering beleid formuleren aan de hand van directieven van de NMR.
Aanvankelijk bleven de oude staatsrechtelijke structuren, zoals de grondwet, overeind. Wel werd de dag na de staatsgreep de berechting van militairen door de Krijgsraad stopgezet en werd op 2 april op initiatief van president Ferrier een Amnestiewet aangenomen die moest voorkomen dat de militairen konden worden berecht voor hun daden tijdens de Sergeantencoup. Vervolgens sneuvelde de macht van de Staten van Suriname. Ze werden weliswaar niet ontbonden, maar waren in de praktijk machteloos omdat ze de macht hadden overgedragen aan de regering, die dit nodig achtte om een omwenteling naar een nieuwe orde mogelijk te maken.

## Bouterse aan de macht
Op 13 augustus 1980 volgde wat door de geschiedschrijver Hans Buddingh' wordt omschreven als een administratieve coup en door de Curaçaose courant Amigoe als een paleisrevolutie.
Het begon toen president Ferrier eiste dat de Staten de overheidsbegroting zouden behandelen. Premier Chin A Sen en de legertop besloten vervolgens op 13 augustus 1980 om de grondwet op te schorten. Tegen dezelfde tijd spraken de militairen over een complot binnen de NMR en het Nationale Leger. Dit werd in Decreet A naar buiten gebracht, waarin eveneens werd gesproken van een "ernstig constitutioneel conflict" tussen de Raad van Ministers en president Ferrier. Met het decreet in de hand kondigde de militaire top – alias het Militaire Gezag – de noodtoestand af.
Het Militaire Gezag verzocht Chin A Sen om de uitvoerende taken van de president op zich te nemen, waarmee Ferrier in de praktijk was afgezet. André Haakmat, die net terug was uit Nederland, werd door Chin A Sen aangesteld op de invloedrijke combinatie van functies van vicepremier en minister van Leger, Politie, Justitie en Buitenlandse Zaken. In artikel 2 van het decreet werd afgekondigd dat de macht van Suriname in handen kwam van het Militaire Gezag, de president en de Raad van Ministers. De legertop was daarmee medewetgever geworden. Enkele maanden later volgde een decreet met voor het Militaire Gezag de rol van waarnemend president indien de president hier zelf niet toe in staat was. Ondertussen liet Bouterse Sital, Chas Mijnals en Stanley Joeman oppakken, waarmee de macht van de NMR was uitgeschakeld. Desi Bouterse, met als vervanger Roy Horb, was vanaf dat moment de machtigste man van Suriname.